# 울산 등용사 지장보살본원경
울산 등용사 지장보살본원경(蔚山 登龍寺 地藏菩薩本願經)은 울산광역시 동구 등용사에 있는 조선시대의 책이다. 2016년 2월 4일 울산광역시의 문화재자료 제27호로 지정되었다.

## 개요
『지장보살본원경』은 지장신앙의 근본경전 가운데 하나로 약칭하여 『지장경(地藏經)』이라고도 부른다.‘ 지장(地藏)’이란 만물이 의탁하며 모든 법이 돌아가는 것을 의미한다. 내용은 부처가 도리천(忉利天)에서 어머니 마야부인을 위하여 설법한 것을 모은 것으로, 부처가 지장보살을 불러 갖가지 방편으로 지옥, 아귀(餓鬼), 축생(畜生), 아수라(阿修羅), 인간, 천상(天上)의 육도중생(六道衆生)을 교화하기 위하여 노력하는 모습과 죄를 짓고 지옥의 온갖 고통을 받고 있는 중생들을 평등하게 제도하여 해탈하게 하려는 지장보살의 큰 서원(誓願)을 담고 있다.
상·하 2권 13품으로 구성된 실차난타(實叉難陀, 652~710)의 한역본과 상·중·하로 구성된 삼장법사 법등(法燈)의 한역본 가운데 법등의 번역본이 절대다수로 유통되고 있다.
우리나라에서는 지장신앙이 가장 널리 신앙된 보살신앙 중의 하나였으므로, 다양한 판본의 『지장보살본원경』도 조성되어 유통되었다. 고려~조선시대 우리나라에서 간행된 목판본들은 현재까지 최소 28~29종이나 확인된다.
등용사에서 소장하고 있는『 지장보살본원경』은 1648년부터 1651년에 걸쳐 연고사(連高寺)에서 개간(開刊)한 목판본이다. 선장본 형태의 3권 1책 완본으로 크기는 35.4×24.5cm이다.
이 책의 본문은 상·중·하 3권으로 구성되어 있으며, 상권에 제1~4품, 중권에 제5~9품, 하권에 제10~13품을 두었다. 권두에는 1장으로 된 변상도가 있으며, 권말에는 발원문, 간역질(刊役秩) 및 간기가 있다. 간기를 통해 1648년 11월에 시작하여 1651년 정월까지 경상도 언양(彦陽) 고헌산(高獻山)의 연고사(連高寺)에서 개간하였음을 알 수 있다.

## 참고 자료
- 울산 등용사 지장보살본원경 - 국가유산청 국가유산포털